# Blokant

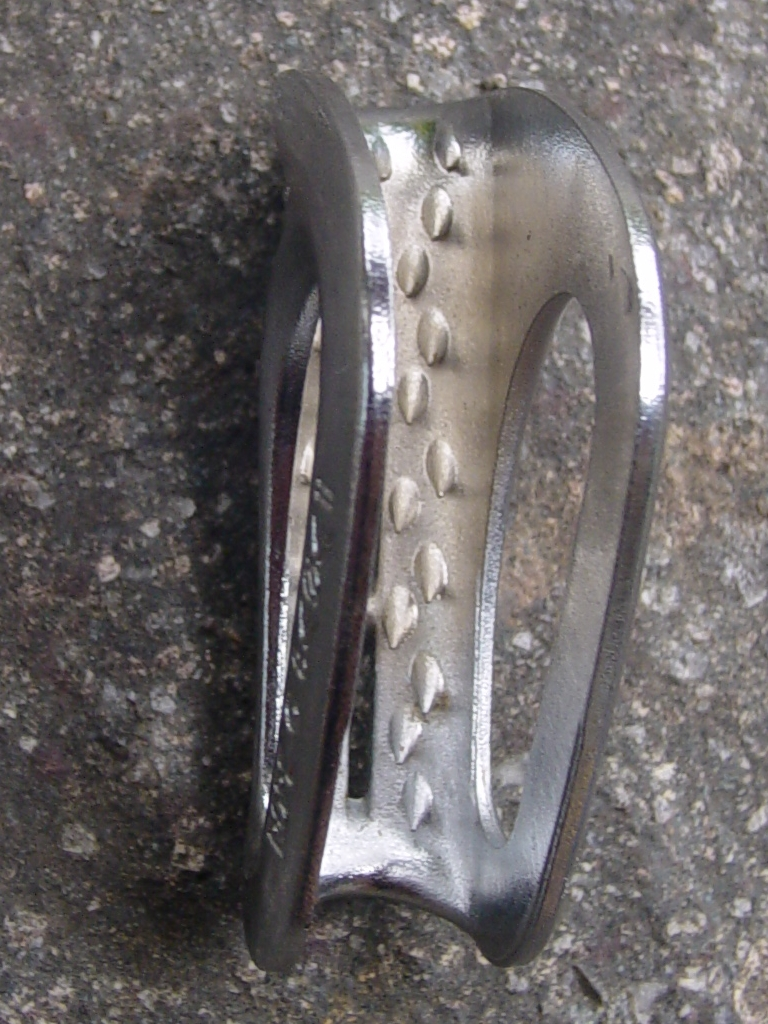
Velmi malý a jednoduchý blokant.

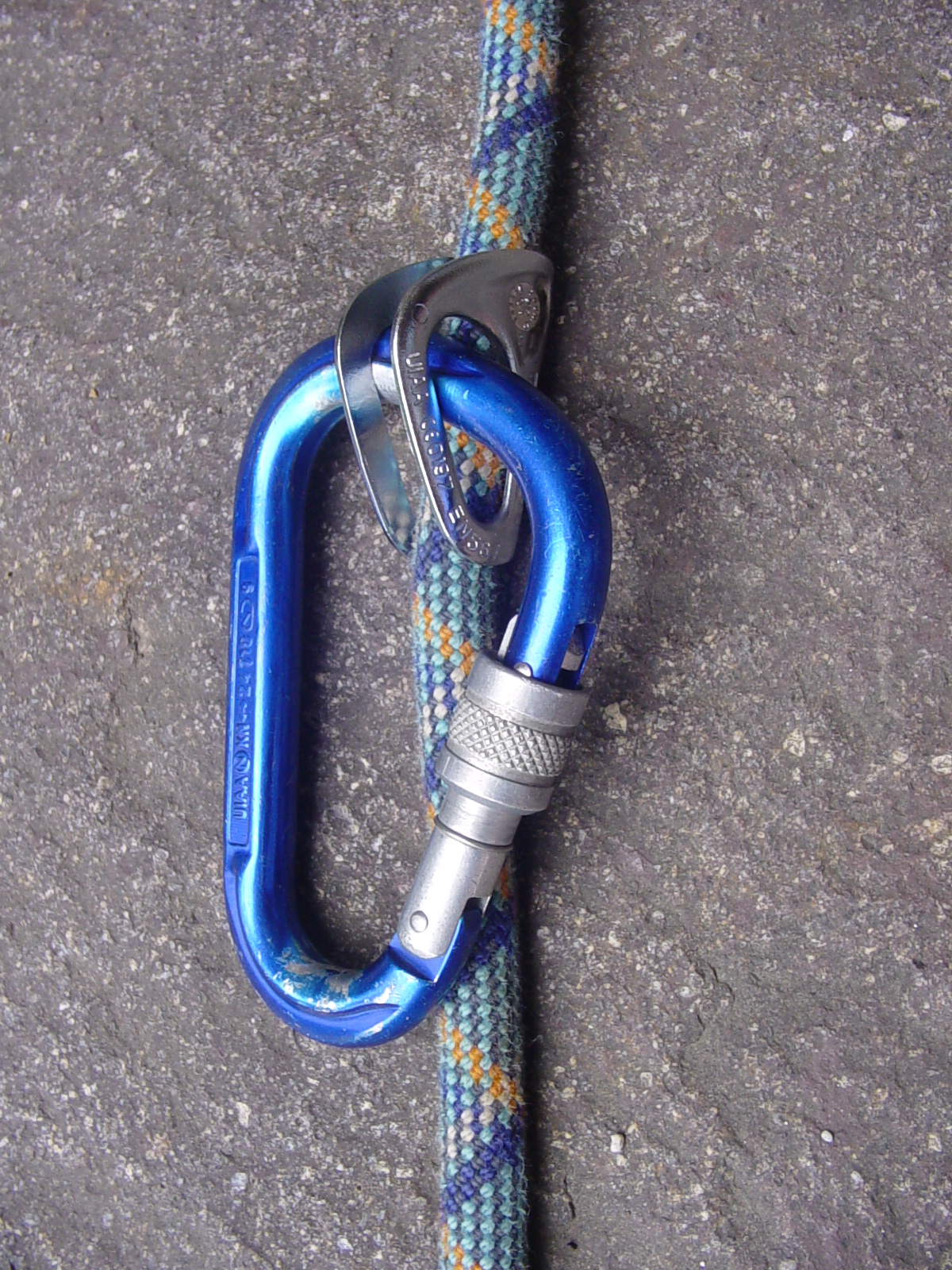
Blokant s karabinou při použití na horolezeckém laně.

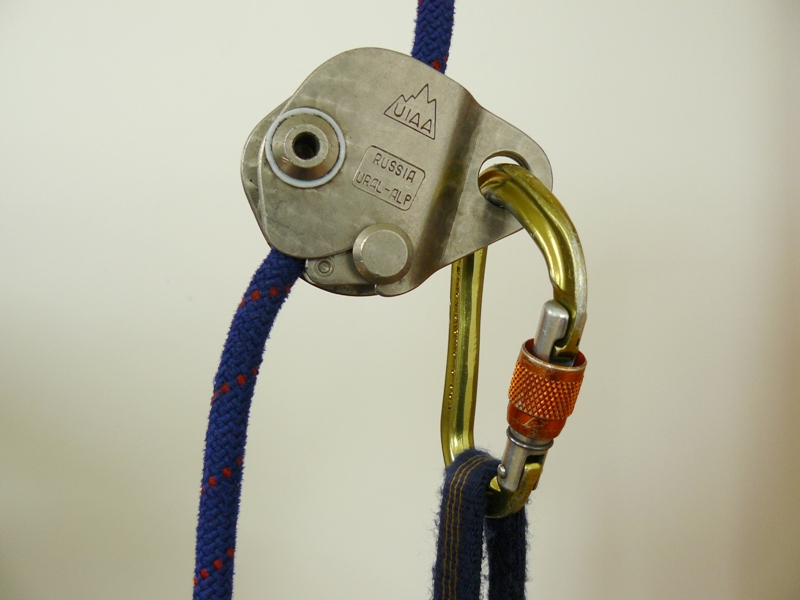
Blokant bez "zoubků" umožňující i použití na ocelovém laně.

Blokant – nesprávně označován jako šplhadlo (správně lanová svírka, lanová svěra – viz terminologie daná normou EN 567 nebo nesprávně jümar či spelet) je mechanický prostředek sloužící zejména k výstupu po fixním laně v horolezectví a speleologii. Dále je využíván k samojištění v obtížném terénu a ke konstrukci a usměrňování různých zvedacích systémů při záchraně osob z výšek a hloubek (kladkostroje). Většina typů je určena pro pletená textilní lana ze syntetických vláken o průměru cca 8 – 13 mm. Některé typy ovšem zvládají i použití na ocelových lanech.

## Konstrukce blokantů
Blokant je v podstatě mechanická náhrada Prusíkových uzlů. Z hlediska sevření lana se využívají dvě základní konstrukce konstrukce. 
1. Přímo zatěžovaný vačka–palec–výstředník 
Například systém Gibbs, Bogibbs, Rescucender, Microcender, Macrograb, Micrograb, Double Microcender, Hiebler, Ropewalker, apod.
2. Nepřímo zatěžovaná vačka–palec–výstředník
Například: Jümar, Ascension, Lift, Basic, Croll, Pantin, apod.
Palec může být tvořen dvouzvratnou pákou nebo se jedná o samosvorný výstředník. Známé jsou i kombinace obou předchozích způsobů. Existují velmi jednoduché mechanismy bez palce využívající zoubků a klínovitého oka. Lano je díky tvaru oka svíráno mezi tělo karabiny a stěnu svírky (Petzl – Tibloc). Méně rozšířená jsou některá další originální řešení (Alvo-URAL ALP). Populární jsou zejména blokanty typu Jumar a Gibs. Blokanty typu „jumar“ jsou konstruovány tak, že k zadrhnutí blokantu na laně dojde jen tehdy, je-li palec blokantu tisknut na lano pružinou vloženou mezi tělo a palec blokantu. Je u nich možno se rukou chytat za tělo blokantu během jejich zatížení (ať už za rukojeť k tomu určenou, či jakkoliv jinak (Je nutné dávat pozor na to, aby se neodklopila ovládací páčka palce blokantu!). Blokanty (ruční typu jumar) se rozlišují na pravé a levé, určené pro pravou a levou ruku lezce. Blokanty typu "gibbs" lze zatížit jen jediným funkčním způsobem, a při jakémkoliv jiném způsobu uchopení a zatížení (většinou chybně shora za tělo blokantu) ztratí zadrhovací schopnost. Jsou konstruovány tak, že přitisknutí palce blokantu na lano nějakým způsobem aktivuje až tíha lezce při odsednutí. Mechanismus všech nových blokantů musí zabraňovat nežádoucímu vypadnutí lana (pojistka, konstrukční uzavření atp.) a splňovat i další požadavky normy ČSN EN 567 .
Blokanty lze dělit i na ruční (jsou opatřeny rukojetí), hrudní (prsní) připojené přímo k úvazku a ostatní (miniaturní atd.).
Konstrukčně zastaralým typem blokantu je Hieblerova svírka. Lano do ní lze vkládat, aniž by bylo nutné blokant rozebírat, ale pak není lano v blokantu uzavřeno, a může během používání z blokantu vypadnout. Není proto doporučeno tento blokant používat.

## Historie
První použití blokantu je zaznamenáno v roce 1932 v masivu Paloumere v Pyrenejích u francouzských speleologů Henriho Brenota zvaného „Kiki“ a Fernanda Petzla. Průmyslová sériová výroba blokantů byla zahájena až v 60. letech 20. století švýcarskou firmou JÜMAR (prototyp vznikl v roce 1958) a francouzskou firmou PETZL (roku 1967).

## Výstup po fixním laně
K bezpečnému výstupu po fixním laně je zapotřebí zpravidla dvojice blokantů. Nejčastěji je jeden přímo připevněn k sedacímu úvazku a druhý (horní) je opatřen smyčkou, která slouží jako opora pro nohu (nohy). Pohyb po laně vzhůru potom probíhá tak, že lezec posune horní blokant po laně nad sebe a pomocí nohou a rukou se pak přitáhne (nadzvedne). Druhý blokant (spojený s úvazkem) se přitom samočinně posune po laně a podrží vystupujícího v horní pozici při dalším posunu horního blokantu. Aby se dolní blokant pohyboval snadno po laně, je vhodné lano dole zatížit a lehce ho napnout (např. upevněným batohem).
Místo předchozího postupu, vyžadujícího zatížení lana za účelem snadného automatického posunovaní spodního blokantu, lze použít blokanty tak, že horní blokant bude pomocí dlouhé smyčky připevněn k úvazku, zatímco smyčka zavěšená ve spodním blokantu bude sloužit jako opora pro nohy a odlehčení horní smyčky, především během posunování horního blokantu. Po posunutí horního blokantu si lezec odsedne do horní smyčky a posune spodní smyčku. Do té se lezec vzápětí postaví, odlehčí horní blokant a opět jej posune.

## Terminologie
Správným označením pro prostředky pro výstup po laně jsou:
- blokant (ČSN 83 2602 – Pracovní a osobní ochrana – Blokanty)
- svěra/lanová svěra (ČSN EN 567 – Horolezecká výzbroj – Lanové svěry)
- stoupací zařízení (ČSN EN 12841 B (Prostředky ochrany osob proti pádu – Systémy lanového přístupu – Nastavovací zařízení lana, typ B – Stoupací zařízení pro pracovní vedení).

Český jazyk[zdroj⁠?!] ani technické normy neznají pro výstup po laně slovesa odvozená od prostředků pro výstup po laně, od názvů konkrétních výrobků, ani od nesprávných označení těchto prostředků. Odpovídajícím termínem je „výstup po laně“.
Výše uvedené je stanoveno jak v uvedených normách (ČSN 83 2602, ČSN EN 567, ČSN EN 12841), tak i v odborné literatuře (například v učebních textech, publikacích a knihách např. Ing. F. Doležala, Ing. R. Matýska nebo Ing. R. Ruckýho) a v katalozích výrobců.
Nesprávné a přesto hojně užívané výrazy v oblasti horolezectví, speleologie a speleoalpinismu, výškových prací a záchranářství: 
- šplhadlo – šplh je aktivita, kdy lezec leze vzhůru pouze pomocí vlastních sil a drží se rukama. Označení šplhadlo je tedy nesprávné, neboť nevystihuje podstatu šplhu. Výstup po laně pomocí blokantů není šplh, ale regulérní výstup,
- jümar – je označení konkrétního výrobku z produkce jümar, nikoliv souhrnným označením pro blokanty. Název je sloučením jmen pánů Jüssyho a Martina (tedy JÜssy MARtin), kdy jeden jej pro svého kamaráda vymyslel a druhý jej užíval. V praxi se však lze setkat i s blokanty jiných výrobců, např. Ascension z produkce firmy Petzl, Lift z produkce firmy Kong a řadou dalších,
- žímar – pomineme-li výše uvedené, výrobek jümar se vyslovuje jímar, nikoliv žímar, neboť pánové Jussy a Martin pocházeli z německy mluvící oblasti Švýcarska,
- spelet – je označení konkrétního výrobku z produkce firmy LET Kunovice, nikoliv souhrnným označením pro blokanty. Název je označením, že se jedná o výrobek pro SPEleology od firmy LET,
- šplhání po laně – viz bod jedna, výstup po laně s použitím blokantů není šplh.
- jimarování/jümarování/žimarovní – tyto výrazy opět odkazují na jednu konkrétní značku.